# Svend Nielsen (filmselskabsdirektør)
 Der er flere personer med dette navn, se Svend Nielsen.
Svend Jens Frederik Nielsen (født 2. august 1891 i Ordrup, død 2. juli 1958) var en dansk filmselskabsdirektør.

## Karriere
Han var søn af filmudlejeren og direktøren for Cirkusbygningen Niels Hansen Nielsen og hustru Marie Christine Petersen. Han blev uddannet som maskinmester i DFDS og sejlede som maskinmester i ØK og DFDS til 1916. I 1917 var han operatør i Stockholm og året efter inspektør i Palladium-biografen i samme by. Fra 1920 var han direktør for A/S Palladium, som han i 1922 overtog sammen med Lau Lauritzen Sr., og åbnede i 1938 Palladium-biografen, tegnet af Ernst Kühn, med 1.347 pladser og eneste teater i Norden med kinoorgel installeret. Palladiums atelierer blev i 1944 bombet, men genopbygget året efter.
I årene 1920-33 var Nielsen og Lauritzen ansvarlige for indspilningen af bl.a. 36 Fy og Bi-film. Svend Nielsen samarbejdede med bl.a. følgende instruktører: A.W. Sandberg, Jon Iversen, Alice O'Fredericks, Lau Lauritzen jun., Svend Methling og Peer Guldbrandsen. Han medvirkede selv i stumfilmen Kan kærlighed kureres (1922), og i revyen Sommer i By fra samme år på Nørrebros Teater sang han sammen med Carl Schenstrøm visen "Otte dage på landet".

## Ægteskaber
Svend Nielsen var gift med skuespillerinden Lili Lani, men de blev skilt i 1926. Svend Nielsen blev den 12. april 1933 gift i Gurre Kirke med skuespillerinden Solveig Oderwald-Lander. I november 1945 blev han på Skælskør Rådhus viet til sekretær hos fhv. socialminister Hans Hedtoft frk. Betty Overgaard.
Fra 1929 til 1944 ejede han Flynderupgård, hvor han lod nogle film optage.
Han er begravet på Garnisons Kirkegård.